# 西谷翔
西谷 翔（にしたに しょう）は、日本の作曲家。

## 作詞楽曲
- 狩人「時の休止符」
- セーラαスタッズ「レイニーボーイ 1013mb<ミリバール>」
- 高田みづえ「愛するって何? 」
- 藤圭子「蝶よ花よと」
- 松平健「紙の指輪」
- 森進一「新宿・みなと町」「恋月夜」「女の倖せ」「移り香」
- 森若里子「そんなあなたに惚れました」

## ラジオ番組
- E-JAN歌謡（山梨放送）
- 「翔とみなみの『音楽仲間』」（FMいちはら）

| スタブアイコン | サブスタブ | この項目は、まだ閲覧者の調べものの参照としては役立たない、音楽関係者（バンド等）に関連した書きかけの項目です。この項目を加筆・訂正などしてくださる協力者を求めています（P:音楽/PJ:芸能人）。 |